# 克兰-沃莱加地区

埃塞俄比亚地图

克兰-沃莱加地区（英语：Kelam Welega Zone，奥罗莫语：Qeellam Wallaggaa）是埃塞俄比亚奥罗米亚州的20个地区之一，首府登比多洛。
根据埃塞俄比亚中央统计局2007年进行的人口普查，该区总人口为797666人，其中男子401905人，妇女395761人。76,277或9.56%的人口是城市居民。该区共计159353户，平均每户5.01人，住房152,916户。当地最大的两个民族是奥罗莫族（94.08%）和阿姆哈拉族（5.13%），其他族裔人口占总人口的0.79%。大多数居民是新教徒，48.45%的人口表示他们实行了这种信仰，26.9%的人口是埃塞俄比亚正教，23%是穆斯林。